# پی‌آی‌پی‌ئی‌اس
پی‌آی‌پی‌ئی‌اس (به انگلیسی: PIPES) با فرمول شیمیایی C8H18N2O6S2 یک ترکیب شیمیایی با جرم مولی ۳۰۲٫۳۷ گرم بر مول است. شکل ظاهری این ترکیب، پودر سفید است.